# Myraftonfly
Myraftonfly (Acronicta menyanthidis) är en fjärilsart som beskrevs av C. F. Vieweg 1790. Myraftonfly ingår i släktet Acronicta och familjen nattflyn. Arten är reproducerande i Sverige. Inga underarter finns listade i Catalogue of Life.

## Bildgalleri

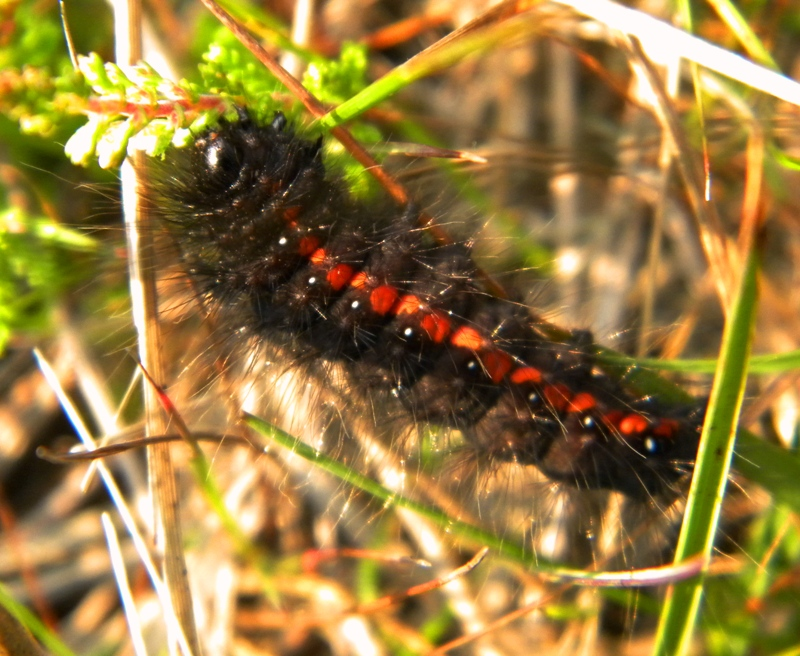